# Rio Jupati
Rio Jupati är ett vattendrag i Brasilien.   Det ligger i delstaten Amapá, i den norra delen av landet, 1 900 km norr om huvudstaden Brasília.